# Astragalus chubutensis
Astragalus chubutensis är en ärtväxtart som beskrevs av Carlos Luis Spegazzini. Astragalus chubutensis ingår i släktet vedlar, och familjen ärtväxter. Inga underarter finns listade i Catalogue of Life.